# بانتسرغرانادیر غروس دویتشلاند
فرقة Panzergrenadier "Großdeutschland"  (يشار إليها أيضًا باسم Großdeutschland  أو Großdeutschland Division ) وحدة قتالية من الجيش الألماني (هير) قاتلت على الجبهة الشرقية في الحرب العالمية الثانية.
بدأت الوحدة في الأصل كوحدة حراسة احتفالية في عشرينيات القرن الماضي، وبحلول أواخر الثلاثينيات من القرن العشرين، نمت لتصبح فوجًا من القوات المسلحة الألمانية الفيرماخت. سيتم توسيع الفوج لاحقًا وإعادة تسميته باسم فرقة المشاة Großdeutschland في عام 1942، وأعيد تسميتها باسم Panzergrenadier Division Großdeutschland في مايو 1943. في نوفمبر 1944، بينما احتفظ القسم بوضعه كقسم بانزرجرينادير، تم توسيع بعض الوحدات التابعة له ليصبح فرقة، وتم إعادة تنظيم المجموعة بأكملها كفيلق بانزر جروسدوتشلاند.

## 1939-1942
تم تنشيط فوج المشاة Grossdeutschland في 14 يونيو 1939. وشهد الفوج عمل في فرنسا في عام 1940. كانت ملحقة بـ الجيش الثاني بانزر في المراحل الافتتاحية من عملية بارباروسا، وتم تدميرها تقريبًا في معركة موسكو في أواخر عام 1941. في اليوم الأخير من فبراير 1942، تم حل Rifle Battalion Großdeutschland (كل ما تبقى من الفوج الأصلي) وشكلت كتيبتان فوجًا جديدًا Großdeutschland من التعزيزات القادمة من نيوروبين. انتقل الفوج بعد ذلك إلى أوريل بعد ذلك، وفي 1 أبريل 1942 تم توسيع فوج المشاة السابق Großdeutschland إلى فرقة المشاة Großdeutschland. 
أعيد تنظيم وتوسيع فوج المشاة Großdeutschland ليصبح Infanterie-Division Großdeutschland (mot. ) . تم تكليف الفرقة بفيلق بانزر الثامن والأربعون خلال المراحل الافتتاحية من العملية الزرقاء، هجوم الفيرماختالاستراتيجي الصيفي لعام 1942 في جنوب روسيا. خلال الهجمات الشتوية السوفيتية المشتركة، عملية أورانوس وعملية المريخ، قاتلت الفرقة بالقرب من رزيف.

## 1943-1945

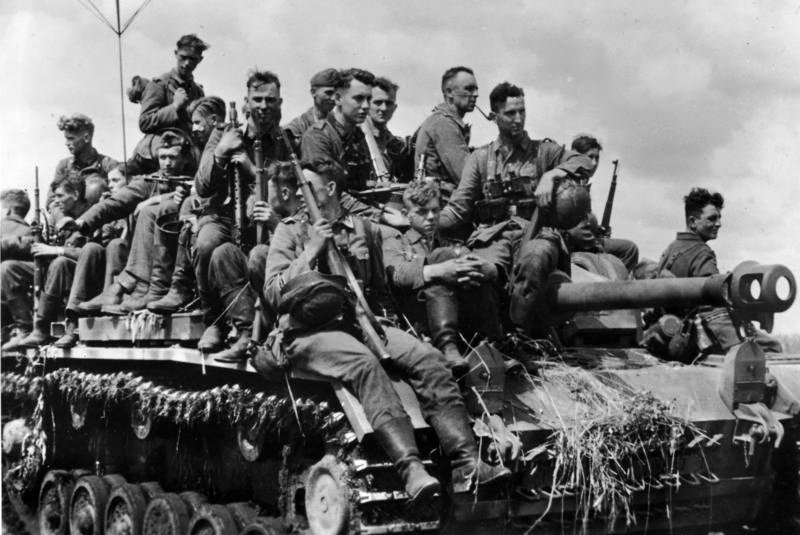
جنود فرقة جروسديتشلاند، كورسك، يوليو 1943

## قائمة القادة
فوج المشاة Grossdeutschland
- Oberstleutnant فيلهلم فون Hunold شتوكهاوزن، يوليو 1939 - فبراير 1940
- Oberstleutnant Gerhard Graf von Schwerin ، February 1940 - March 1940
- أوبرست فيلهلم هونولد فون ستوكهاوزن، مارس 1940 - أغسطس 1941
- Oberst والتر هورنلاين، أغسطس 1941 - أبريل 1942

## الحواشي
1. ↑  Spaeter 1992.

### كتب
- Hamburg Institute for Social Research، المحرر (1999)، The German army and genocide : crimes against war prisoners, Jews, and other civilians in the East, 1939-1944، New York: New Press، ISBN:978-1-56584-525-1  Hamburg Institute for Social Research، المحرر (1999)، The German army and genocide : crimes against war prisoners, Jews, and other civilians in the East, 1939-1944، New York: New Press، ISBN:978-1-56584-525-1
- Sharpe، Michael؛ Davis، Brian L (2001)، GROSSDEUTSCHLAND: Guderian's Eastern Front Elite، Compendium Publishing Ltd، ISBN:0-7110-2854-0  Sharpe، Michael؛ Davis، Brian L (2001)، GROSSDEUTSCHLAND: Guderian's Eastern Front Elite، Compendium Publishing Ltd، ISBN:0-7110-2854-0
- سولارز، جاسيك. قسم / كوربس "Großdeutschland" 1943-1945 المجلد. الأول والثاني . (الطبعة البولندية / الإنجليزية التي كتبها Wydawnictwo "Militaria" ، وارسو، 2005) (ردمك 83-7219-237-5)
- Spaeter، Helmuth (1992)، The History of the Panzerkorps Großdeutschland Vol I، Winnipeg, Canada: J.J. Fedorowicz Publishing، ISBN:0-921991-12-6  Spaeter، Helmuth (1992)، The History of the Panzerkorps Großdeutschland Vol I، Winnipeg, Canada: J.J. Fedorowicz Publishing، ISBN:0-921991-12-6
- Spaeter، Helmuth (1995)، The History of the Panzerkorps Großdeutschland Vol II، Winnipeg, Canada: J.J. Fedorowicz Publishing، ISBN:0-921991-27-4  Spaeter، Helmuth (1995)، The History of the Panzerkorps Großdeutschland Vol II، Winnipeg, Canada: J.J. Fedorowicz Publishing، ISBN:0-921991-27-4
- Spaeter، Helmuth (2000)، The History of the Panzerkorps Großdeutschland Vol III، Winnipeg, Canada: J.J. Fedorowicz Publishing، ISBN:0-921991-50-9  Spaeter، Helmuth (2000)، The History of the Panzerkorps Großdeutschland Vol III، Winnipeg, Canada: J.J. Fedorowicz Publishing، ISBN:0-921991-50-9
- Spaeter، Helmuth (1990)، Panzerkorps Grossdeutschland: A Pictorial History، Pennsylvania, USA: Schiffer Books، ISBN:0-88740-245-3  Spaeter، Helmuth (1990)، Panzerkorps Grossdeutschland: A Pictorial History، Pennsylvania, USA: Schiffer Books، ISBN:0-88740-245-3
- Ziemke، Earl F. (2002)، Stalingrad to Berlin: The German Defeat in the East، Washington, D.C: Center of Military History، ISBN:9781780392875  Ziemke، Earl F. (2002)، Stalingrad to Berlin: The German Defeat in the East، Washington, D.C: Center of Military History، ISBN:9781780392875